# Айвен Робінсон
Айвен «Могутній» Робінсон (нар. 27 лютого 1971, Філадельфія) — американський боксер-професіонал, який закінчив кар'єру з рекордом 36-12-2 (12 КО) після того, як став професіоналом у 1992 році. Він один раз змагався за титул IBF у легкій вазі в 1996 році, програвши Філліпу Голідею одностайним рішенням суддів. Найбільш відомий завдяки протистоянням з Артуро Гатті.